# Tour de Francia 1928
El  'Tour de Francia de 1928'  fue la vigésimo segunda edición del Tour de Francia y se disputó entre el 17 de junio y el 15 de julio de 1928, sobre un recorrido de 5.476 km , distribuidos en 22 etapas La carrera fue ganada por el luxemburgués Nicolas Frantz (Alcyon-Dunlop), a una velocidad media de 28,4 km / h, con casi una hora sobre el segundo clasificado, el francés André Leducq (Alcyon–Dunlop). 162 ciclistas tomaron la salida, récord de todas las ediciones disputadas hasta entonces.
Con esta victoria, Frantz consigue su segundo Tour consecutivo, dominando la carrera de principio a fin. Con todo, a falta de tres días para la llegada a París, en la etapa entre Metz y Charleville, sufrió una avería mecánica que le obligó a recorrer los últimos 100 km en una bicicleta mucho más pequeña. A pesar de perder 28 minutos en la línea de llegada conservó el jersey amarillo. El equipo  Alcyon-Dunlop demostró su superioridad ocupando las tres primeras posiciones en la clasificación general y ganando el trofeo a mejor equipo.
El director del Tour, Henri Desgrange, permitió a los equipos reemplazar a los ciclistas exhaustos o heridos por nuevos ciclistas, para dar más oportunidades a los equipos más débiles, pero el resultado fue el opuesto, por lo que la idea fue abandonada rápidamente.

## Cambios respecto a la edición anterior
En el Tour de Francia de 1927 se introdujo el formato de las contrarrelojes por equipo, en el que los equipos tomaban la salida separados por 15 minutos, para hacer más competitivas las etapas planas. Aunque el resultado no fue satisfactorio, la fórmula se repitió en 1928, reduciendo la distancia entre las salidas de los diferentes equipos a 10 minutos.
Este formato era beneficioso para los equipos más potentes, por lo que la organización del Tour se inventó una nueva norma, con el objetivo de ayudar a los equipos débiles: a los equipos se les permitiría sustituir los ciclistas al comenzar la 12.ª etapa, pero éstos no serían válidos para la clasificación general.
Otra nueva regla fue la introducción de los equipos regionales. Los ciclistas fueron separados en tres grupos: había 8 equipos comerciales, 9 equipos regionales con cinco ciclistas y los "touriste-routiers", sin equipos.
En muchas ediciones las etapas de montaña, especialmente en los Pirineos, habían decidido la carrera. Para reducir la importancia de estas etapas, la organización del Tour decidió modificar el recorrido de la primera etapa de montaña, invariable desde 1913. El Aspin y el Peyresourde fueron eliminados del recorrido.

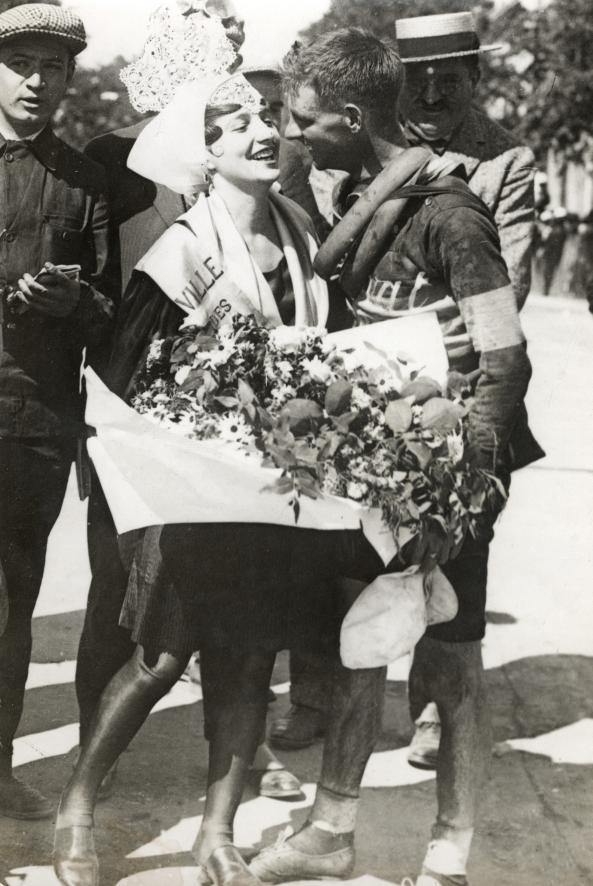
Besos y flores para Hubert Opperman después de la sexta etapa.

## Participantes
A diferencia de las ediciones de 1926 y 1927, en las que ningún ciclista español tomó parte, en esta edición participó el valenciano Salvador Cardona, enrolado en las filas del equipo Elwish-Wolber. Además, el catalán Mariano Cañardo, aprovechándose de la norma que permitía la sustitución de un ciclista a partir de la 12.ª etapa, tomó la salida en Marsella dentro del equipo Fontan en sustitución de Paul Lerme.
Fruto de la internacionalización y el eco creciente del Tour tomó parte un equipo australo-neozelandés, patrocinado por Ravat. El equipo estaba liderado por Hubert Opperman, campeón nacional australiano en ruta varias veces. Este equipo se forjó gracias después de que el diario  Melbourne Herald  lograra enviar a Opperman a correr el Tour. El plan consistía en añadir seis ciclistas europeos con experiencia para el equipo, pero esto no ocurrió, y finalmente fueron tres australianos y un neozelandés los que participaron.

## Recorrido
La principal novedad fue la reducción de 24 a 22 etapas, con un consiguiente aumento del kilometraje medio de las etapas, con siete etapas con más de 300 kilómetros, cuando el año anterior habían sido cuatro.
Se volvió a recorrer todo el perímetro de Francia en el sentido contrario a las agujas del reloj, aunque se suavizan las grandes etapas de montaña. En los Pirineos los ciclistas pasan por el Col d'Aubisque y el Tourmalet, pero no por el Aspin y el Peyresourde. En los Alpes es el Izoard el gran olvidado, pero no el Galibier. Hendaya acogía una etapa por primera vez.

## Desarrollo de la carrera

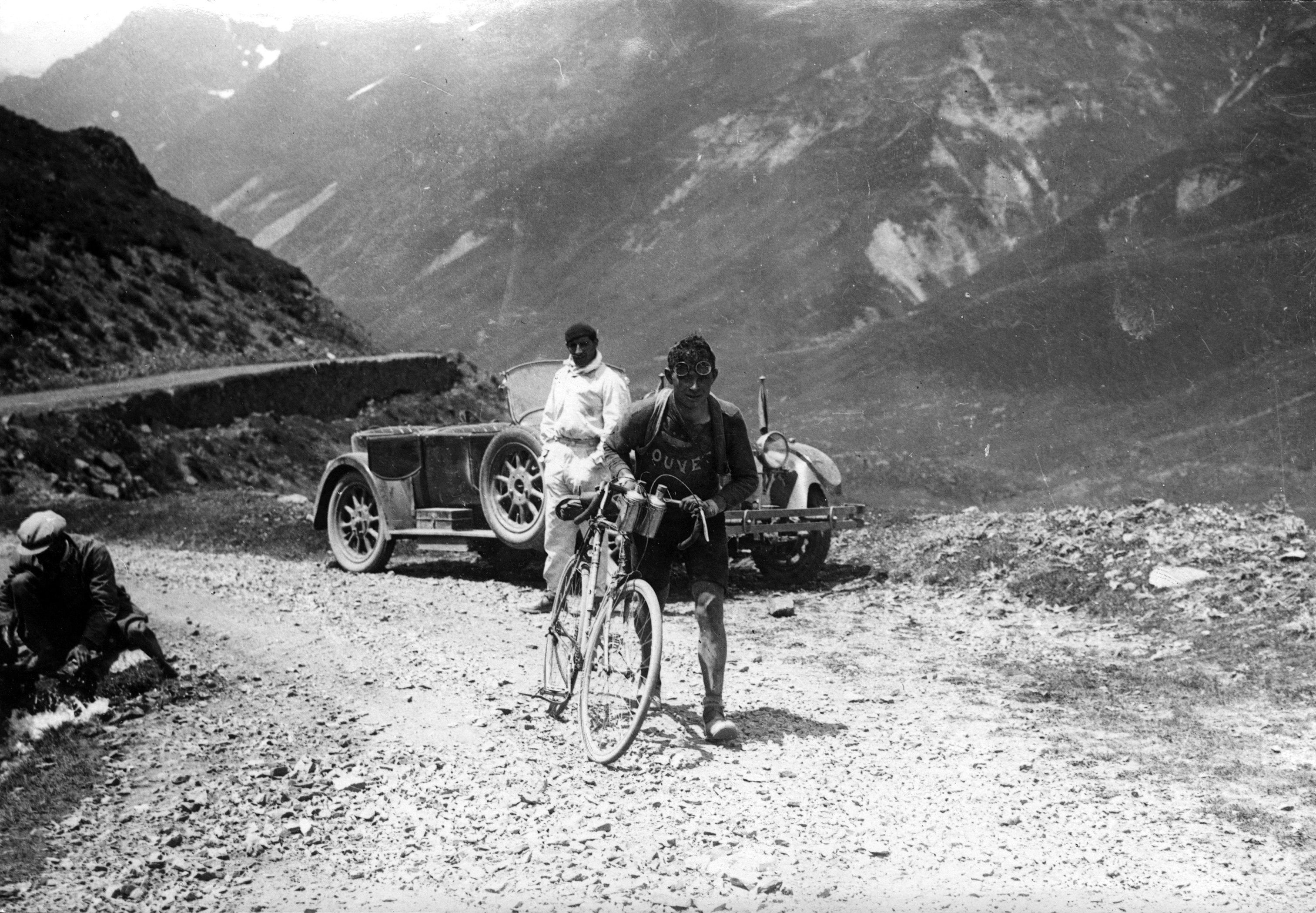
El belga Maurice Geldhof subiendo a pie parte del Aubisque.

En la primera etapa, en formato de contrarreloj por equipos al igual que las ocho primeras etapas, el equipo Alcyon-Dunlop fue el mejor. El equipo Alcyon ganó cinco de estas ocho etapas, mientras que a los "touriste-routiers" les era completamente imposible competir con los equipos profesionales. Nicolas Frantz, el vigente campeón del Tour, cruzó la línea de meta de esta primera etapa en primera posición, pasando a liderar la clasificación general. Después de las ocho primeras etapas Frantz lideraba la carrera, seguido por su compañero de equipo Maurice de Waele a 1 39" y Julien Vervaecke, del equipo Armor, a 2' 15".El Mundo Deportivo, ed. (25 de junio de 1928). «La octava etapa Burdeos—Hendaya es ganada por Dewaele». pp. 1,2. Consultado el 11 de diciembre de 2013.
En la novena etapa, con final en Bagnères-de-Luchon, llegaron las primeras grandes dificultades montañosas del Tour. En esta ocasión se habían eliminado el Aspin y el Peyresourde, para no hacer la etapa tan dura pero, como había pasado en el año anterior, la carrera quedó sentenciada en favor de Frantz. A diferencia de 1927, la etapa no fue ganada por Frantz, sino por Victor Fontan, que se encontraba a más de una hora y media en la clasificación general, y al que se le permitió la escapada. Al finalizar la etapa, Frantz lideraba la general con más de 40 minutos respecto al inmediato perseguidor, Maurice de Waele. En la décima etapa Leducq, Frantz y De Waele, compañeros en el equipo Alcyon-Dunlop, llegaron escapados a Perpiñán, pasando a ocupar las tres primeras plazas de la general.
Con la llegada de las etapas  alpinas Frantz aumentó su ventaja hasta una hora y cuarto respecto al segundo clasificado. Por su parte, Leducq pasaba a ocupar la segunda posición, en detrimento de Dewaele, que pasaba a la tercera posición, al terminar la decimotercera etapa.
En la decimonovena etapa Frantz rompió el cuadro de la bicicleta al pasar sobre una vía de tren. A su patrocinador, la casa de bicicletas Alcyon, no le gustó la mala publicidad que supuso el hecho, y quiso que Frantz fuera a un concesionario de la casa Alcyon para recibir una bicicleta nueva. El director del equipo no estaba de acuerdo con esta idea, ya que podía suponer una importante pérdida de tiempo, e incluso la pérdida del Tour de Francia. Según algunas fuentes, encontraron una tienda de bicicletas en las que solo tenían una bicicleta, pero era de mujer y de menor tamaño. Con todo, decidieron usarla.  Otras fuentes indican que cuando estaban decidiendo qué hacer, Frantz vio un chico con una bicicleta, y lo convenció para que se la diera. Frantz hizo con esta bicicleta los últimos 100 kilómetros de etapa a 27 km/h, mientras que el vencedor de la etapa lo había hecho a 34 km/h. Como resultado, Frantz perdió media hora, pero conservó el liderato.
En la vigésimo primera etapa Antonin Magne y Francis Bouillet llegaron escapados a meta, siendo Bouillet el más rápido al sprint. Esto fue un problema para la organización del Tour, ya que Bouillet había abandonado la carrera en la novena etapa, pero en la duodécima había acogido a la posibilidad de sustituir a otro ciclista. Esto hacía que no fuera tenido en la clasificación general y que tampoco pudiera ser el ganador de etapa. La organización resolvió el problema dando a Bouillet el mejor tiempo y proclamándolo vencedor moral de la etapa, y convirtiendo a Magno en el ganador oficial de la etapa.
Finalmente Frantz fue el ganador del Tour con 50'07" sobre André Leducq y 56' 16" sobre Maurice de Waele. Salvador Cardona acabó en decimoquinta posición, la mejor conseguida hasta entonces por un ciclista español.

## Etapas
| Etapa | Fecha     | Recorrido                     | Distancia (km) | Ganador          | Líder          |
| ----- | --------- | ----------------------------- | -------------- | ---------------- | -------------- |
| 1.ª   | 17 de jun | París - Caen                  | 207            | Nicolas Frantz   | Nicolas Frantz |
| 2.ª   | 18 de jun | Caen - Cherburgo              | 140            | André Leducq     | Nicolas Frantz |
| 3.ª   | 19 de jun | Cherburgo - Dinan             | 199            | Gaston Rebry     | Nicolas Frantz |
| 4.ª   | 20 de jun | Dinan - Brest                 | 206            | Pé Verhaegen     | Nicolas Frantz |
| 5.ª   | 21 de jun | Brest - Vannes                | 199            | Marcel Bidot     | Nicolas Frantz |
| 6.ª   | 22 de jun | Vannes - Les Sables d'Olonne  | 204            | Nicolas Frantz   | Nicolas Frantz |
| 7.ª   | 23 de jun | Les Sables d'Olonne - Burdeos | 285            | Victor Fontan    | Nicolas Frantz |
| 8.ª   | 24 de jun | Burdeos - Hendaya             | 225            | Maurice De Waele | Nicolas Frantz |
| 9.ª   | 26 de jun | Hendaya - Luchon              | 387            | Victor Fontan    | Nicolas Frantz |
| 10.ª  | 28 de jun | Luchon - Perpiñán             | 323            | André Leducq     | Nicolas Frantz |
| 11.ª  | 30 de jun | Perpiñán - Marsella           | 363            | André Leducq     | Nicolas Frantz |
| 12.ª  | 2 de jul  | Marsella - Niza               | 330            | Nicolas Frantz   | Nicolas Frantz |
| 13.ª  | 4 de jul  | Niza - Grenoble               | 333            | Antonin Magne    | Nicolas Frantz |
| 14.ª  | 6 de jul  | Grenoble - Évian-les-Bains    | 329            | Julien Moineau   | Nicolas Frantz |
| 15.ª  | 8 de jul  | Évian-les-Bains - Pontarlier  | 213            | Pierre Magne     | Nicolas Frantz |
| 16.ª  | 9 de jul  | Pontarlier - Belfort          | 119            | André Leducq     | Nicolas Frantz |
| 17.ª  | 10 de jul | Belfort - Estrasburgo         | 145            | Joseph Mauclair  | Nicolas Frantz |
| 18.ª  | 11 de jul | Estrasburgo - Metz            | 165            | Nicolas Frantz   | Nicolas Frantz |
| 19.ª  | 12 de jul | Metz - Charleville            | 159            | Marcel Huot      | Nicolas Frantz |
| 20.ª  | 13 de jul | Charleville - Malo-les-Bains  | 271            | Maurice De Waele | Nicolas Frantz |
| 21.ª  | 14 de jul | Malo-les-Bains - Dieppe       | 234            | Antonin Magne    | Nicolas Frantz |
| 22.ª  | 15 de jul | Dieppe - París                | 331            | Nicolas Frantz   | Nicolas Frantz |

## Clasificación final

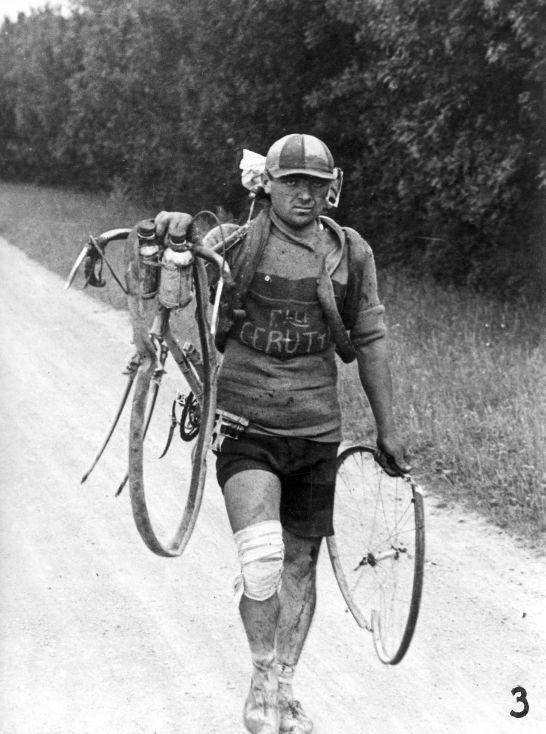
El italiano Giusto Cerutti con una rueda rota después de una caída. Según las normas del momento, no podía recibir ayuda.

El equipo Alcyon acapara las tres posiciones de podio, una situación que no se ha vuelto a repetir.
| Clasificación general |                  |                 |                  |
| Ciclista              | Ciclista         | Equipo          | Tiempo           |
| --------------------- | ---------------- | --------------- | ---------------- |
| 1.º                   | Nicolas Frantz   | Alcyon–Dunlop   | 192 h 48 min 58" |
| 2.º                   | André Leducq     | Alcyon–Dunlop   | + 50 min 07"     |
| 3.º                   | Maurice de Waele | Alcyon–Dunlop   | + 56 min 16"     |
| 4.º                   | Jan Mertens      | Thomann–Dunlop  | + 1 h 19 min 18" |
| 5.º                   | Julien Vervaecke | Armor–Dunlop    | + 1 h 53 min 32" |
| 6.º                   | Antonin Magne    | Alleluia–Wolber | + 2 h 14 min 02" |
| 7.º                   | Victor Fontan    | Elvish–Wolber   | + 5 h 07 min 47" |
| 8.º                   | Marcel Bidot     | Alleluia–Wolber | + 5 h 18 min 28" |
| 9.º                   | Marcel Huot      | Alleluia–Wolber | + 5 h 37 min 33" |
| 10.º                  | Pierre Magne     | Alleluia–Wolber | + 5 h 41 min 20" |

| Clasificación final (11–41) |                         |                        |                   |
| Ciclista                    | Ciclista                | Equipo                 | Tiempo            |
| --------------------------- | ----------------------- | ---------------------- | ----------------- |
| 11.º                        | Joseph Mauclair         | Armor–Dunlop           | + 5 h 44 min 01"  |
| 12.º                        | Gaston Rebry            | Alcyon–Dunlop          | + 5 h 53 min 44"  |
| 13.º                        | Louis Delannoy          | Armor–Dunlop           | + 6 h 11 min 35"  |
| 14.º                        | Camille van de Casteele | J.B. Louvet-Hutchinson | + 6 h 52 min 55"  |
| 15.º                        | Salvador Cardona        | Elvish–Wolber          | + 7 h 33 min 47"  |
| 16.º                        | Pé Verhaegen            | J.B. Louvet-Hutchinson | + 7 h 39 min 56"  |
| 17.º                        | Julien Moineau          | Alleluia–Wolber        | + 8 h 03 min 23"  |
| 18.º                        | Hubert Opperman         | Ravat-Wonder-Dunlop    | + 8 h 34 min 25"  |
| 19.º                        | Désiré Louesse          | Alcyon–Dunlop          | + 9 h 27 min 21"  |
| 20.º                        | Odiel Taillieu          | J.B. Louvet-Hutchinson | + 10 h 23 min 18" |
| 21.º                        | Jean Mouveroux          | Fontan-Wolber          | + 10 h 49 min 53" |
| 22.º                        | Jean Bidot              | Alleluia–Wolber        | + 10 h 56 min 30" |
| 23.º                        | Marcel Autaa            | Fontan-Wolber          | + 11 h 42 min 40" |
| 24.º                        | Raymond Decorte         | J.B. Louvet-Hutchinson | + 12 h 27 min 02" |
| 25.º                        | Paul Filliat            | South-East France      | + 15 h 51 min 56" |
| 26.º                        | Raphael Calmette        | Fontan-Wolber          | + 15 h 55 min 08" |
| 27.º                        | Maurice Arnoult         | Normandy               | + 16 h 25 min 04" |
| 28.º                        | Harry Watson            | Ravat-Wonder-Dunlop    | + 16 h 53 min 32" |
| 29.º                        | Lucien Laval            | Elvish–Wolber          | + 16 h 53 min 55" |
| 30.º                        | Marcel Colleu           | Alsace-Lorraine        | + 17 h 04 min 01" |
| 31.º                        | Amand Goubert           | North France           | + 18 h 50 min 20" |
| 32.º                        | René Hamel              | J.B. Louvet-Hutchinson | + 19 h 10 min 18" |
| 33.º                        | Paul Delbart            | Champagne              | + 19 h 51 min 17" |
| 34.º                        | Henri François          | Champagne              | + 20 h 02 min 46" |
| 35.º                        | Fernand Moulet          | Champagne              | + 20 h 10 min 21" |
| 36.º                        | Raphael Dupau           | Fontan-Wolber          | + 20 h 47 min 54" |
| 37.º                        | François Menta          | Côte d'Azur            | + 21 h 05 min 32" |
| 38.º                        | Perry Osborne           | Ravat-Wonder-Dunlop    | + 22 h 01 min 49" |
| 39.º                        | Fernand Fayolle         | Côte d'Azur            | + 24 h 02 min 10" |
| 40.º                        | Lucien Lange            | Alsace-Lorraine        | + 25 h 30 min 57" |
| 41.º                        | Edouard Persin          | Champagne              | + 26 h 56 min 19" |

### Otras clasificaciones
El diario organizador de la carrera, L'Auto nombró a Victor Fontan el meilleur grimpeur, el mejor escalador. Este título no oficial es el predecesor de la clasificación de la montaña.
También se dio un premio al mejor equipo. Este fue ganado por el  Alcyon-Dunlop, mientras el equipo Champagne ganó el premio a mejor equipo regional. Este premio por equipos es diferente de lo que se dio a partir de 1930.

## A posteriori
El método de introducir contrarrelojes por equipos no dio el resultado esperado. En 1929 solo fue empleado en tres etapas, mientras que en 1930 desapareció del programa. La norma de sustituir ciclistas ya no se aplicó el año siguiente.